# Catapion seriatosetosulum
Catapion seriatosetosulum é uma espécie de insetos coleópteros polífagos pertencente à família Apionidae.
A autoridade científica da espécie é Wencker, tendo sido descrita no ano de 1864.
Trata-se de uma espécie presente no território português.